# Micrita
Micrita és un constituent d'una pedra calcària format per partícules calcàries que van des d'un diàmetre de 4 μm formades per recristal·lització de la micrita (lime mud).
Aquest terme va ser encunyat el 1959 per Robert Folk en la seva classificació de les roques carbonatades. Micrita deriva de MICRocrystalline calcITE.